# ルール大学ボーフム
ルール大学ボーフム（ルールだいがくボーフム、英語: Ruhr University Bochum、公用語表記: Ruhr-Universität Bochum）は、ドイツ・ノルトライン＝ヴェストファーレン州ボーフムに本部を置くドイツの州立大学。1962年創立、1962年大学設置。大学の略称はRUB。

## 沿革
1962年に西ドイツで第二次世界大戦後最初に発足した大学である。また、ドイツのキャンパス大学の嚆矢となる大学である。ルール工業地帯にあり、この地域に多い労働者階級の人々でも高等教育にアクセスできるようにという政治的要請に応えて生まれた。

## 教育体制
学部は20部あり、学科は約80ある。人文学や理学、工学の本科がある。日本に関する本科(日本学)は、東アジア研究学部に日本史学と日本語学の2科がある。日本史学と日本語学が勉強でき、日本史学や日本語学を勉強するためには日本語を勉強しなければならない。東京大学との交換留学協定を一時結んでいたこともあり、ドイツにおける日本研究の中心的地位を確立した。ルール大学の最近の研究における重点は工学系に置かれている。

## 学部
人文学
- 福音主義神学部
- カトリック神学部
- 哲学、教育学、メディア学部
- 歴史学部
- 言語学部
- 法学部
- 経済学部
- 社会学部
- 東アジア研究学部
- 体育学部
- 心理学部

工学
- 土木工学部
- 工学部
- 電子工学部

理学
- 数学部
- 物理学、星学部
- 地理学部
- 化学、生物化学部
- 生物学部

医学
- 医学部

大学現在教職員は6,005人で、そのうち教授は436人である。現在の学生数は 43,113人で、ノルトライン＝ヴェストファーレン州で3番目に大きい大学である。総長は心理学者のアクセル・シェルメリヒ (Axel Schölmerich) である。

## 出身者
- イルメラ・日地谷・キルシュネライト - 日本文学研究者